# Université d'État polytechnique de Californie
L'université d'État polytechnique de Californie, abrégée familièrement Cal Poly San Luis Obispo, est une université publique californienne située près de San Luis Obispo. Cal Poly fait partie des 23 campus de l'université d'État de Californie et est l'université la plus étendue en surface de l'État. 
L'université permet de suivre un grand nombre de cursus grâce à ses 7 spécialités, mais elle est surtout connue pour ses cursus d'ingénieurs, d'agriculture, d'architecture, d'économie et d'arts graphiques. On compte actuellement 117 000 anciens élèves de Cal Poly et les effectifs de l'année 2006-2007 s'élevaient à 17 777 étudiants,.

## Histoire

### Généralités

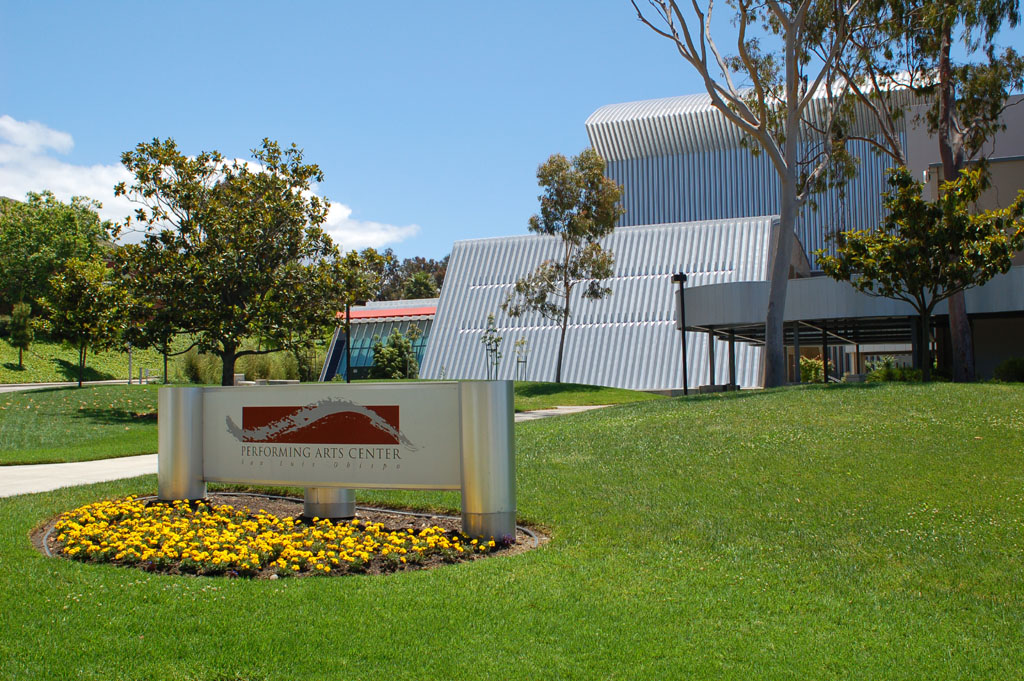
Cal Poly Performing Arts Center.

Cal Poly a été fondée en 1901 lorsque le gouverneur Henry Gage a promulgué la loi sur l'enseignement polytechnique de Californie. L'École polytechnique de Californie a été construite près de San Luis Obispo et les premiers étudiants (au nombre de 20) sont arrivés le 30 septembre 1903 qui suivaient des cours du second degré. L'école s'est développée de manière continue depuis, à l'exception d'une période s'étendant du milieu des années 1910 au début des années 1920 en raison de la Première Guerre mondiale.
En 1924 Cal Poly passe sous le contrôle du ministère californien de l'Éducation. En 1933 ce même ministère modifia la durée du cursus et la fait passer à deux ans et transforma l'école en un institut de formation professionnelle. Cal Poly commença à délivrer une maîtrise d'Arts en 1940 et change son nom en Collège polytechnique de l'État de Californie en 1947 pour mieux refléter les divers cursus offerts. En 1960, le contrôle de Cal Poly et de toutes les autres université d'État a été transféré depuis le ministère de l'Éducation californien vers un conseil d'administration indépendant, qui deviendra ensuite le système d'université d'État de Californie.
En 1967, Cal Poly est autorisé à délivrer l'équivalent du DEA. Entre 1967 et 1970, les études sont réorganisées en différentes unités (comme l'École de mathématiques et de science, l'École d'agriculture et des ressources naturelles, et l'École d'architecture, créée en 1968). Cal Poly possède sa propre radio FM : KPCR. Les lois de Californie ont modifié une nouvelle fois son nom en université d'État polytechnique de Californie. Depuis 1970, l'université a vu les candidatures d'étudiants augmenter continuellement et la construction de nombreux bâtiments sur le campus.

### Relations avec  Cal Poly Pomona

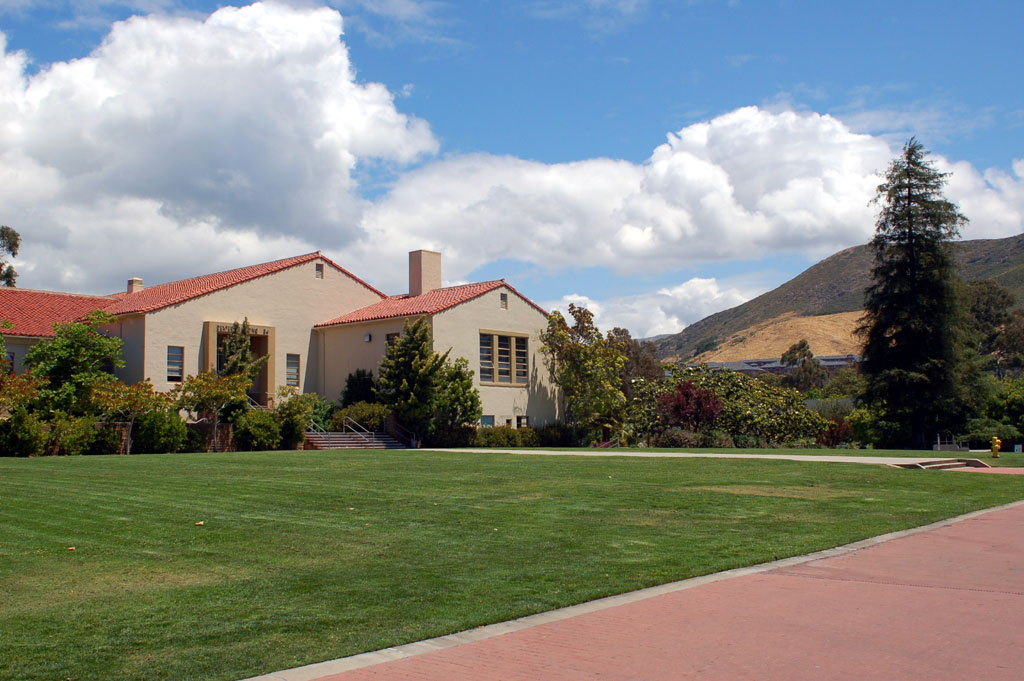
The Dexter Lawn.

Cal Poly Pomona a commencé comme un campus annexe de Cal Poly en 1938 grâce à un don de Charles Voorhis et son fils consistant en une école tout équipée et une ferme. La Fondation W.K. Kellogg a donné un ranch de 3,3 kilomètres carrés situé à Pomona à Cal Poly en 1949. Situé à environ 2 km du campus Voorhis, l'ensemble a été appelé le campus Voorhis-Kellogg. En 1966, le campus Voorhis-Kellogg s'est émancipé de Cal Poly pour devenir indépendant sous le nom de l'université Cal Poly à Pomona. Depuis 1949, les deux universités construisent conjointement un char pour la Parade du Tournoi des Roses, et il constitue le char le plus ancien présent de manière continue à cette parade. C'est également le seul char entièrement construit par des étudiants.

### Accident d'avion de l'équipe de football
Le 29 octobre 1960, un avion transportant l'équipe de football de Cal Poly s'écrase au décollage à l'aéroport de Toledo. 18 des 48 personnes à bord sont tuées, dont 16 joueurs et le manager de l'équipe. La peur de voler de John Madden est souvent attribuée à cet accident bien qu'il ait dit à de nombreuses reprises que c'est sa claustrophobie qui en est la cause. John Madden, qui fut membre de cette équipe de football lors de la saison 1957-1958 connaissait un grand nombre de membres de l'équipe ayant disparu. Parmi les survivants se trouvent le quarterback Ted Tollner qui est devenu ensuite le coach des équipes de l'université de Californie du Sud et de celle de l'université d'État à San Diego.

### Mixité
Cal Poly était mixte à son ouverture, et la première promotion comptait 40 garçons et 12 filles. Après 1930, les femmes ont été interdites dans toute l'école, et n'y furent réadmises qu'à partir de 1957. De nos jours, Cal Poly est toujours mixte.

## Personnalités liées à l’université

### Professeurs
- Louise Edwards, professeure adjointe de physique